# Рекало, Пётр Самойлович
Пётр Самойлович Рекало (1 августа 1915 — 29 августа 1991) — комбайнёр, Герой Социалистического Труда (1952). Участник Советско-финской войны 1939–1940 годов и Великой Отечественной войны. Кавалер четырёх орденов.

## Биография
Родился 1 августа 1915 года в станице Новоминской (ныне Каневской район, Краснодарский край, в семье крестьянина. По национальности — русский.
Начал работать начал в 1933 году в местном колхозе имени Кирова штурвальным комбайна, а уже в следующем, 1934 году стал лучшим трактористом-комбайнёром в колхозе.
Участвовал в Советско-финской войне (1939–1940) и Великой Отечественной войне. На передовой с июня 1941 года. Был ранен во время боёв под Смоленском. После от выздоровления от тяжёлого ранения, был комиссован из армии.
После освобождения от немецких захватчиков территории Кубани от оккупации Пётр Рекало вернулся на родину, а в 1943 году собрал комбайн и начал работать на нём на Албашской машино-тракторной станции.
По итогам работы  1951 года Пётр Рекало за 25 рабочих дней намолотил комбайном «Сталинец-6» 8175 центнеров зерновых культур. Указом Президиума Верховного Совета СССР от 20 мая 1952 года за достижение высоких показателей на уборке и обмолоте зерновых и масличных культур в 1951 году Пётр Рекало получил звание Героя Социалистического Труда с вручением ему ордена Ленина и золотой медали «Серп и Молот».
В последующие годы Пётр Рекало продолжал показывать высокие результаты намолота зерновых.
Жил в родной станице, где и умер 29 августа 1991 года.

## Награды
- Медаль «Серп и молот» (20 мая 1952 — № 7194)[1];
- Орден Ленина (20 мая 1952 — № 205015)[1];
- Орден Октябрьской Революции (7 декабря 1973)[1];
- Орден Отечественной войны 2-й степени (11 марта 1985)[1];
- Орден «Знак Почёта» (31 октября 1957)[1];
- Две медали «За трудовую доблесть» (16 апреля 1949 и 21 мая 1951)[1];
- Медаль «За трудовое отличие» (2 июня 1950)[1];
- так же ряд других медалей[1]